# Linopteridius minimus
Linopteridius minimus là một loài bọ cánh cứng trong họ Cerambycidae.